# Neuro-Oncology
Neuro-Oncology ist eine wissenschaftliche Fachzeitschrift, die vom Oxford-University-Press-Verlag veröffentlicht wird. Die Zeitschrift ist das offizielle Organ der Society for Neuro-Oncology (SNO) und erscheint mit zwölf Ausgaben im Jahr. Es werden Arbeiten aus allen Bereichen der Neuro-Onkologie veröffentlicht.
Der Impact Factor lag im Jahr 2018 bei 10,091. Nach der Statistik des ISI Web of Knowledge wird das Journal in der Kategorie Onkologie an 13. Stelle von 229 Zeitschriften und in der Kategorie klinische Neurologie an 8. Stelle von 199 Zeitschriften geführt.